# 개발원조
개발원조(開發援助)는 개발도상국의 경제·사회개발에 대한 원조를 가리키며 군사원조는 여기에 포함되지 않는다. 어디까지를 개발원조에 포함시킬 것인지 그 한계는 뚜렷하지 않지만, OECD의 개발원조위원회(DAC)에서는 정부가 재정자금으로 실시하는 완화된 조건의 원조를 공적개발원조(ODA)라 정의하고 국제비교에 이용하고 있다. 개발원조는 내용에 따라서 자금원조와 기술원조의 두 가지로 구분된다. 자금원조 중에는 프로젝트원조와 상품원조가 있다. 기술원조는 한 나라의 발전을 도모하기 위해 전문기술을 제공하는 원조의 한 형태이다.

## 국내문제불간섭원칙
개발원조는 국제법상 허용되는 개입(내정간섭)의 하나로 인정받고 있지만, 자칫 오남용하면 국내문제불간섭원칙에 해당되는 국제법 위반의 내정간섭이 될 수 있다. 이와 관련해서, 5.16 쿠데타와 미국 국제개발청의 사례가 있다. 강대국들은 외무부에 국제법인 국내문제불간섭원칙(내정간섭 금지 원칙)을 위반하는 내정간섭청을 설치해 운영하지는 않는다. 개발원조청이라고 간판을 붙인다. 또한 자국에 적대적인 약소국을 개발원조하지는 않는다. 즉, 개발원조의 전제로서, 필수적으로 약소국의 동향을 감시, 분석한다.

## 같이 보기
- 한국국제협력단(KOICA) - 한국 외무부의 개발원조기관